# Evangelische Kirche (Oelshausen)

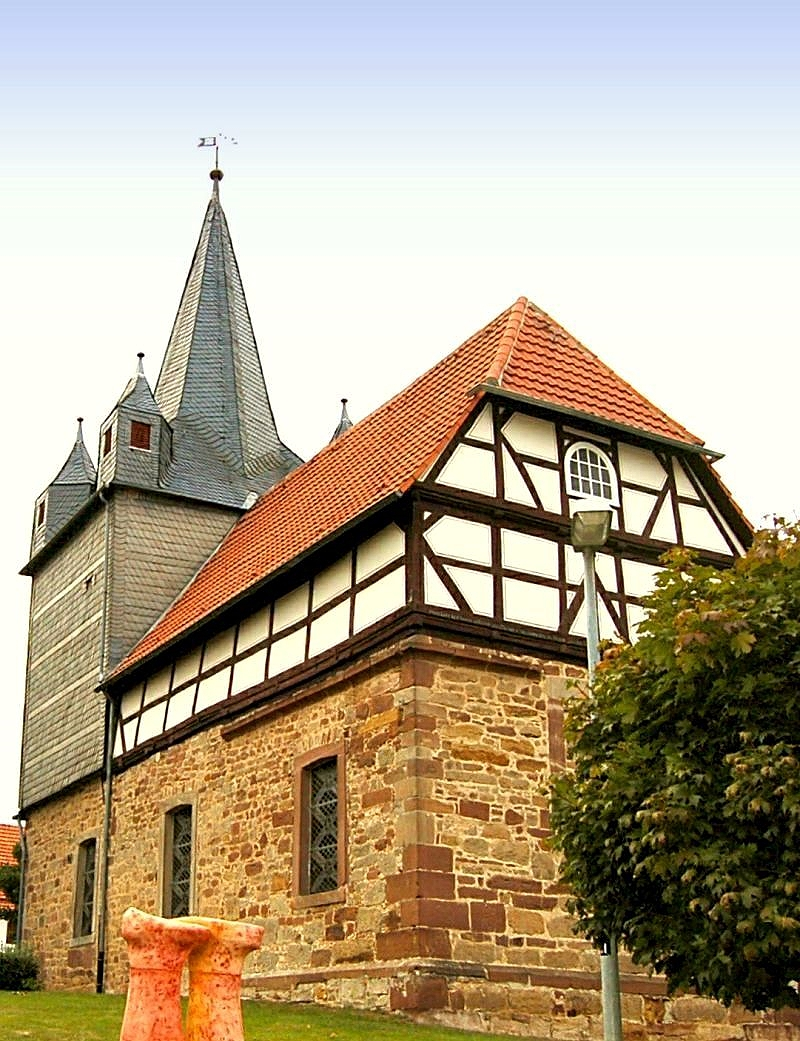
Evangelische Kirche in Oelshausen

Die evangelische Kirche Oelshausen ist ein denkmalgeschütztes Kirchengebäude in Oelshausen, einem Ortsteil der Stadt Zierenberg im Landkreis Kassel in Hessen. Die Kirchengemeinde gehört zur Kirchspiel Istha im Kirchenkreis Hofgeismar-Wolfhagen im Sprengel Kassel der Evangelischen Kirche von Kurhessen-Waldeck.

## Beschreibung
Die im Kern romanische Saalkirche aus Bruchsteinen wurde 1542 erneuert. Das Kirchenschiff wurde 1674 um ein Geschoss aus Holzfachwerk aufgestockt und mit einem Krüppelwalmdach bedeckt. Die oberen Geschosse des quadratischen Kirchturms im Westen sind schiefergedeckt. Darauf sitzt seit 1875 ein achtseitiger spitzer Helm, der von vier Wichhäuschen flankiert wird. Die Orgel mit 6 Registern, einem Manual und einem Pedal wurde 2013 von Markus Krawinkel gebaut.